# 雷布納亞鎮
雷布纳亚镇（羅馬化：Rybnaya Sloboda，羅馬化：Balıq Bistäse）是俄罗斯鞑靼斯坦共和国的市级镇，为雷布纳亚镇区行政中心及规模最大聚居地，也是该区唯一的一座市级镇。地处鞑靼斯坦共和国中西部，位于共和国首府喀山东南方。
雷布纳亚镇坐落于伏尔加河最长支流卡马河上的古比雪夫水库沿岸，对面是阿列克谢耶夫斯科耶镇。
该地2022年人口有7,734人；2010年人口7,684；2002年人口7,177；1989年人口7,215。